# Predmost
Predmost je naselje v Občini Gorenja vas - Poljane.